# 청양고등학교
청양고등학교(靑陽高等學校)는 대한민국 충청남도 청양군 청양읍 송방리에 있는 공립 고등학교이다.

## 학교 연혁
- 1931년 9월 1일 : 정산공립농업보수학교(2년제)
- 1940년 4월 1일 : 청양공립농업전수학교(2년제)
- 1946년 9월 1일 : 청양공립중학교(3년제)
- 1951년 9월 1일 : 청양농업고등학교(3년제)
- 1977년 3월 1일 : 청양중학교 분리
- 1978년 3월 9일 : 청양여자상업고등학교 개교 및 입학식(9학급)
- 1993년 8월 19일 : 청양농공업고등학교로 교명변경
- 2002년 3월 1일 : 청양여자정보고등학교로 교명변경
- 2008년 10월 21일 : 농공고, 청양여자정보고 통합(21학급)
- 2009년 2월 12일 : 청양여자정보고등학교 제29회 졸업식(누계 7,757명)
- 2009년 2월 13일 : 청양농공업고등학교 제57회 졸업식(누계 9,219명)
- 2009년 3월 1일 : 통합 청양고등학교 개교, 제1대 백운기 교장 취임
- 2010년 2월 11일 : 청양고등학교 제58회 졸업식(누계 17,123명)
- 2012년 7월 19일 : 청양고등학교 학칙 변경(보통 4, 바이오식품 1, 비즈니스 2)
- 2022년 9월 1일 : 청양고등학교 제5대 김경수 교장 취임
- 2024년 1월 8일 : 청양고등학교 제72회 졸업식(누계 19,396명)
- 2024년 3월 4일 : 청양고등학교 입학식(146명)

## 설치 학과
- 7차일반
- 바이오식품과
- 비즈니스과

## 참고 자료
- 청양고등학교 - 한국교육학술정보원 학교알리미